# Relación de deslizamiento (flujo gas-líquido)
La relación de deslizamiento o relación de velocidades en el flujo gas-líquido (dos fases) se define como la relación entre la velocidad de la fase gaseosa y la velocidad de la fase líquida.
En el modelo homogéneo de flujo bifásico, se supone por definición que la relación de deslizamiento es unidad (sin deslizamiento). Sin embargo, se ha observado experimentalmente que la velocidad de las fases gaseosa y líquida puede ser significativamente diferente, dependiendo del patrón de flujo (por ejemplo, flujo en tapón, flujo anular, flujo de burbujas, flujo estratificado, flujo de slug, flujo de agitación). Los modelos que tienen en cuenta la existencia del deslizamiento se denominan «modelos de flujo separado».
Las siguientes identidades pueden escribirse utilizando las definiciones interrelacionadas:
{\displaystyle S={\frac {u_{G}}{u_{L}}}={\frac {U_{G}(1-\epsilon _{G})}{U_{L}\epsilon _{G}}}={\frac {\rho _{L}x(1-\epsilon _{G})}{\rho _{G}(1-x)\epsilon _{G}}}}
donde:
- S – relación de deslizamiento, adimensional
- los índices G y L se refieren a la fase gaseosa y líquida, respectivamente
- u – velocidad, m/s
- U – velocidad superficial, m/s
- {\displaystyle \epsilon } – fracción de vacío, adimensional
- ρ – densidad de una fase, kg/m3
- x – calidad del vapor, adimensional.

## Correlaciones para la relación de deslizamiento
Existen varias correlaciones para el coeficiente de deslizamiento.
Para un flujo homogéneo, S = 1 (es decir, no hay deslizamiento).
La correlación de Chisholm es:
{\displaystyle S={\sqrt {1-x\left(1-{\frac {\rho _{L}}{\rho _{G}}}\right)}}}
La correlación de Chisholm se basa en la aplicación del modelo de flujo anular simple y equipara las caídas de presión por fricción en la fase líquida y en la fase gaseosa.
La relación de deslizamiento para haces de tubos horizontales de flujo cruzado bifásico puede determinarse utilizando la siguiente correlación:
{\displaystyle S=1+25,7{\sqrt {Ri\cdot Ca}}\cdot {\bigl (}P/D)^{-1}} donde los números de Richardson y capilaridad se definen como {\displaystyle Ri={\frac {(\rho _{l}-\rho _{g})^{2}\cdot g\cdot y_{min}}{G^{2}}}} y {\displaystyle Ca={\frac {\mu _{l}}{\sigma }}\left({\frac {x\cdot G}{\epsilon \cdot \rho _{g}}}\right)}.
Para haces de superficies mejoradas, la relación de deslizamiento se puede definir como:
{\displaystyle S=6,71{\sqrt {(Ri\cdot Ca)}}}
Where:
- S – relación de deslizamiento, adimensional
- P – paso entre ejes del tubo
- D – diámetro del tubo
- Subíndice {\displaystyle l}– fase líquida
- Subíndice {\displaystyle g}– fase gaseosa
- g– aceleración gravitatoria
- {\displaystyle y_{min}}– distancia mínima entre los tubos
- G-flujo másico (flujo másico por unidad de superficie)
- {\displaystyle \mu }– viscosidad dinámica
- {\displaystyle \sigma }– tensión superficial
- {\displaystyle x}– calidad termodinámica
- {\displaystyle \epsilon }– fracción de vacío